# Montecargo
Die AD Montecargo ist ein Eisenbahnverkehrsunternehmen mit Sitz in Podgorica (Montenegro). Montecargo ist im Schienengüterverkehr tätig und hat über 250 Mitarbeiter.
87,6 % der Aktien der 2009 gegründeten Aktiengesellschaft sind im Besitz des Staates.
Montecargo hatte 2019 eine Transportleistung vom 130 Millionen Tonnenkilometer. Dazu hat Montecargo eine Flotte von 15 Lokomotiven (Baureihen 461, 661 und 644) und über 500 Güterwagen. 
Montecargo ist Mitglied bei UIC, GEB, FTE und CIT.